# Leuchtturm Bülk
Der Leuchtturm Bülk steht an der äußersten östlichen Landspitze der Nordseite der Kieler Förde, auf dem Gebiet der Gemeinde Strande in Schleswig-Holstein. Der Bülker Leuchtturm ist der älteste Leuchtturm an der Kieler Förde.
Er dient als Orientierungsfeuer für die Zufahrt zur Förde. Der Leuchtturm ist ein beliebtes Ausflugsziel.

## Sektoren
Mit einem roten Warnsektor markiert er die Untiefe Stollergrund.
Der grüne Sektor (213°-228°) kennzeichnet die Kabeltrasse für das Unterwasser-Hochspannungskabel, das vom Leuchtturm Bülk bis zum Leuchtturm Kiel verläuft. Die Kabeltrasse ist auch durch zwei rote Kabelbaken markiert, die am Strand nördlich des Leuchtturms Bülk stehen.

## Geschichte

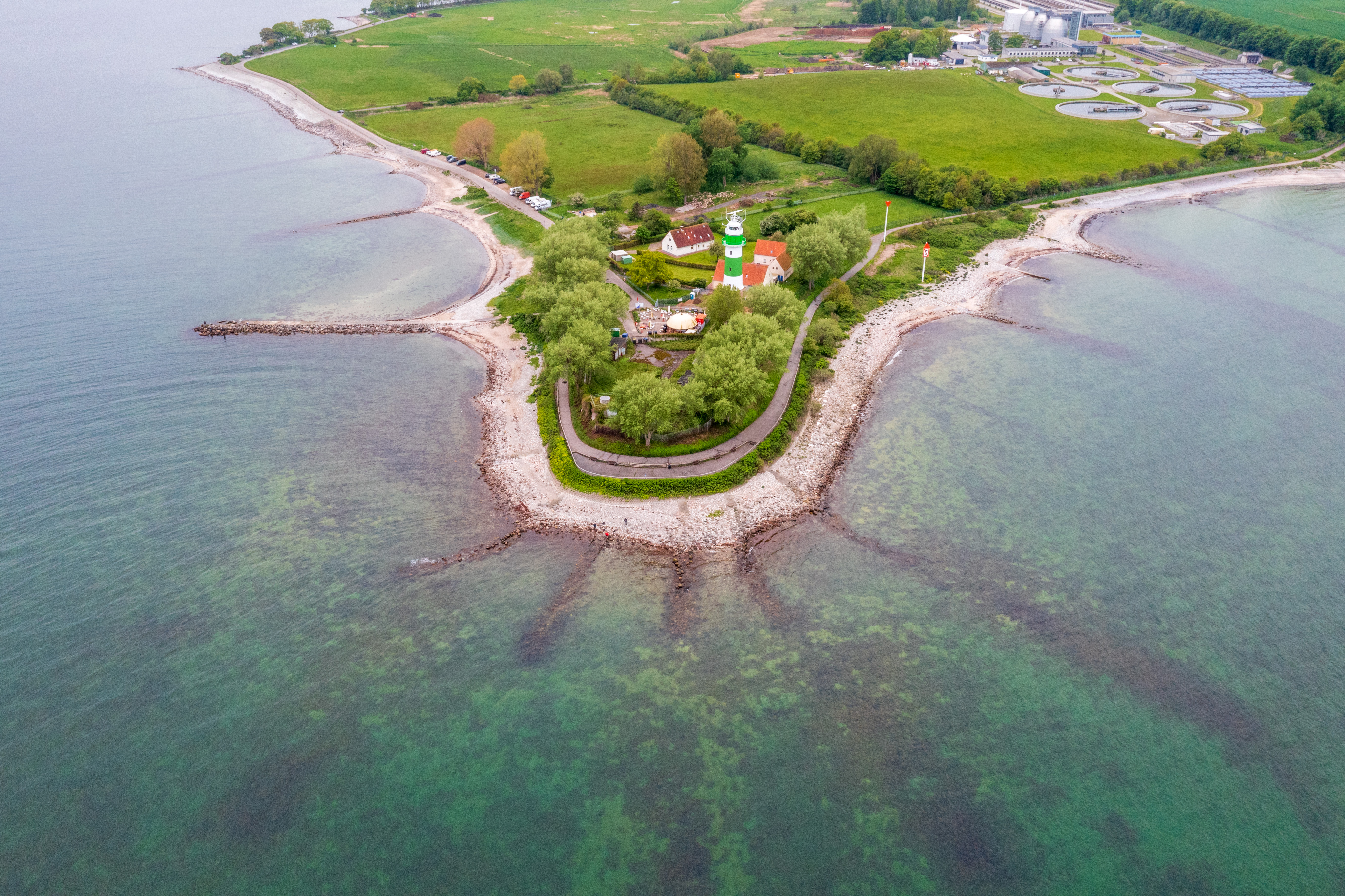
Blick auf den Leuchtturm Bülk.

Auf der Bülker Huk wurde von Dänen bereits 1807 ein Lotsen- und Leuchthaus errichtet. Im Turm befanden sich sechs Argand-Lampen mit Hohlspiegeln als Reflektoren, die jedoch erst nach Kriegsende 1815 in Betrieb genommen werden konnten.
1843 zerstörte ein Blitzschlag den Turm, als Ersatz entstand 1844 ein 16 m hoher Turm mit einem Drehlinsenfeuer.
Der Bau des heutigen Leuchtturms wurde 1862 von Dänen begonnen, konnte aber wegen des Deutsch-Dänischen Krieges erst 1865 von Preußen fertiggestellt werden. Der Turm war damals weiß und hatte ein rotes Band. Als Optik befand sich in der Laterne eine Gürtellinse.
Schon kurz nach der Inbetriebnahme reichte der Bülker Leuchtturm nicht mehr aus, um die Seefahrt in der Kieler Förde zu sichern. 1892 wurde deshalb zusätzlich ein Feuerschiff an den Eingang der Kieler Förde ausgelegt.
1910 wurde die Gürtelleuchte durch eine vierfeldrige Scheinwerferoptik ersetzt.
In den Jahren bis 1969 diente der Leuchtturm als Leitfeuer. Von 1969 bis 1970 wurde der Leuchtturm zu einem Orientierungsfeuer umgebaut und wieder eine Gürtelleuchte eingesetzt. Der Turm wurde mit Asbestzementplatten verkleidet, erhielt ein schwarzes Band und wurde um knapp zwei Meter zurückgebaut.
Seit diesem letzten Umbau ist auch kein Leuchtfeuerwärter mehr am Bülker Leuchtturm beschäftigt. Bis 1970 lebten dort drei Leuchtfeuerwärter, die im Schichtbetrieb arbeiteten und mit ihren Familien vor Ort lebten.
Seit Anfang 2013 ist über der Laterne des Leuchtturmes eine Radar-Anlage installiert, die das Aussehen des Turmes verändert hat.
Von September 2020 bis Januar 2021 wurde der Leuchtturm renoviert und erhielt dabei eine neue Farbgestaltung, zuvor war er weiß mit einem schwarzen horizontalen Streifen. Nunmehr ist er weiß mit zwei (unterschiedlich) grünen horizontalen Streifen, die untere Galerie ist jetzt grün, sie war vorher weiß. Ferner hat der Leuchtturm seitdem drei weithin sichtbare Antennen/Blitzableiter.

## Daten
Der Bülker Leuchtturm hat eine Gesamthöhe von 25,60 Meter. Die untere Plattform, die für Besucher zugänglich ist, befindet sich in 22 m Höhe.
Die Gürtelleuchte besteht seit 1999 aus einer 120 V Hochvolt-Halogenglühlampe mit 600 Watt Leistung. Die Lampe ist mit der Kennung Blz. 3 s = 0,7 + (2,3) s getaktet. Die Nenntragweite des Feuers beträgt für weißes Licht ca. 16 Seemeilen.

## Gegenwart
Der Leuchtturm ist noch in voller Funktion und wird durch die Verkehrszentrale des Wasserstraßen- und Schifffahrtsamtes Ostsee in Travemünde ferngesteuert und überwacht. Im Leuchtturm befindet sich eine Bildergalerie. Im Volksmund wird der Turm auch Hein Bülk genannt. Die Aussichtsplattform ist zugänglich für Besucher.
Das ab 5. September 1969 demontierte Laternenhaus und Dach des Bülker Leuchtturms stand 2011 in Marina Wendtorf am Fischereisteg. Im Februar 2022 stand es 50 Meter südlich des aktuellen Leuchtturms Bülk.

## Aussicht vom Turm

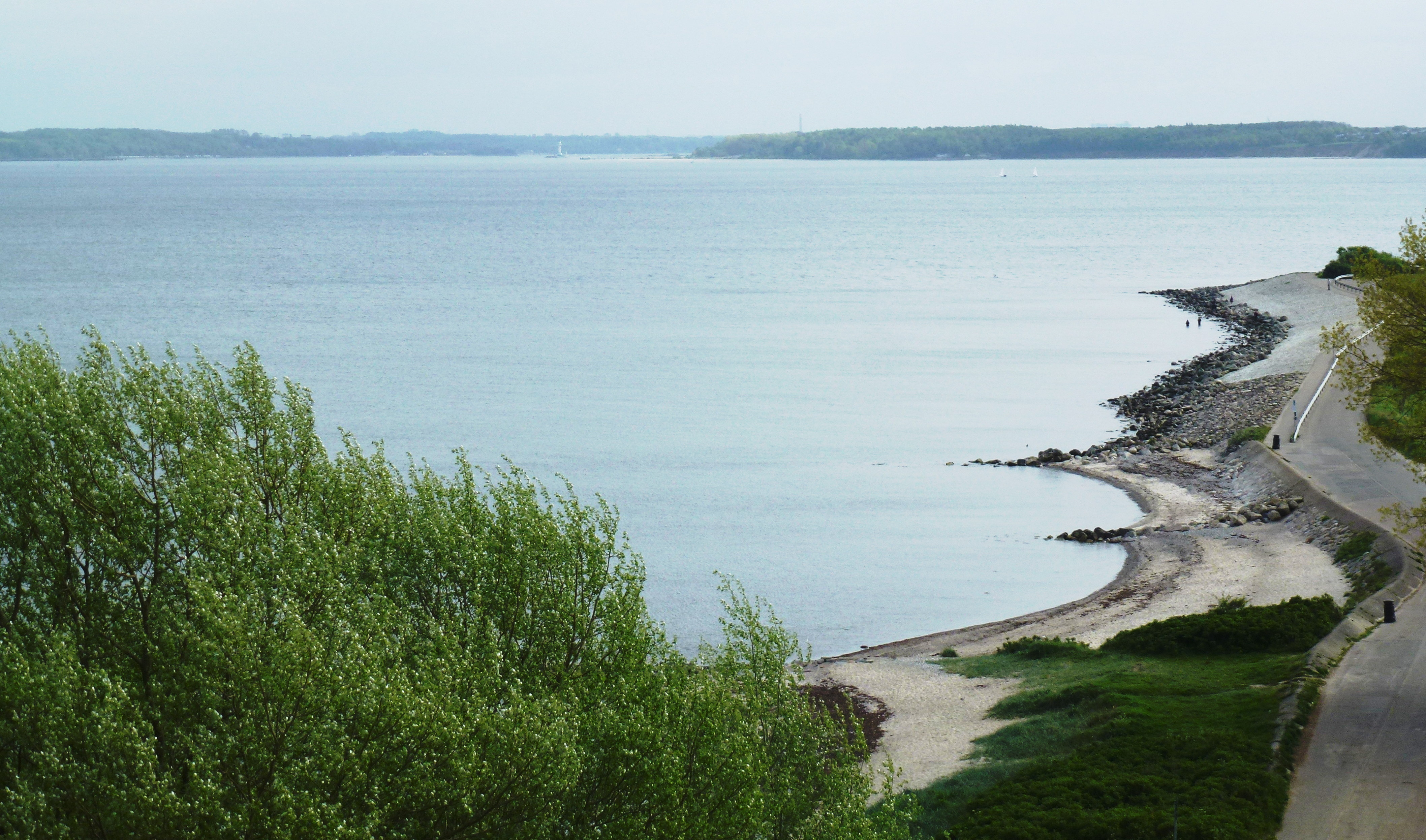
Blick zur Kieler Förde.
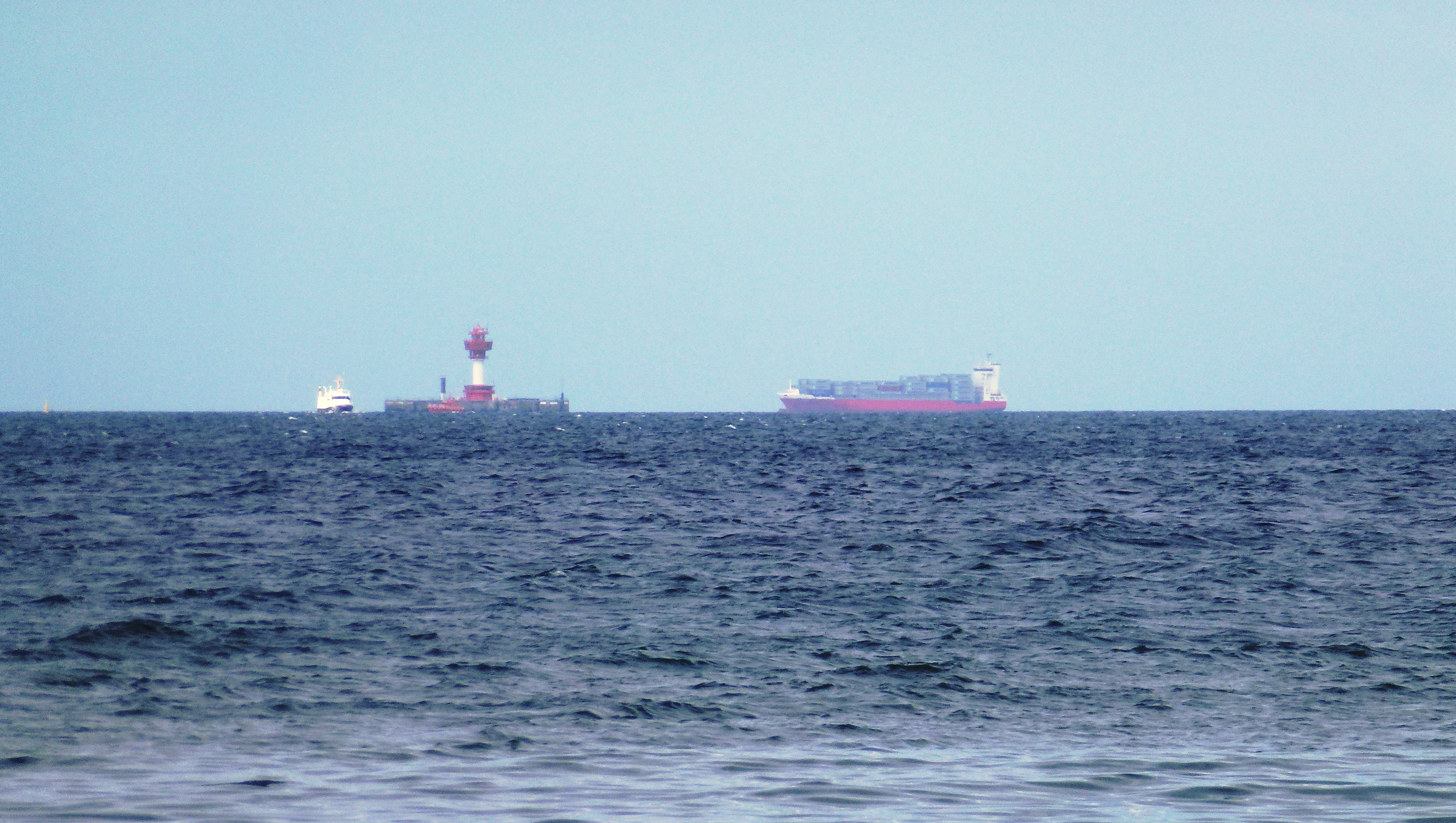
Blick auf Leuchtturm Kiel.
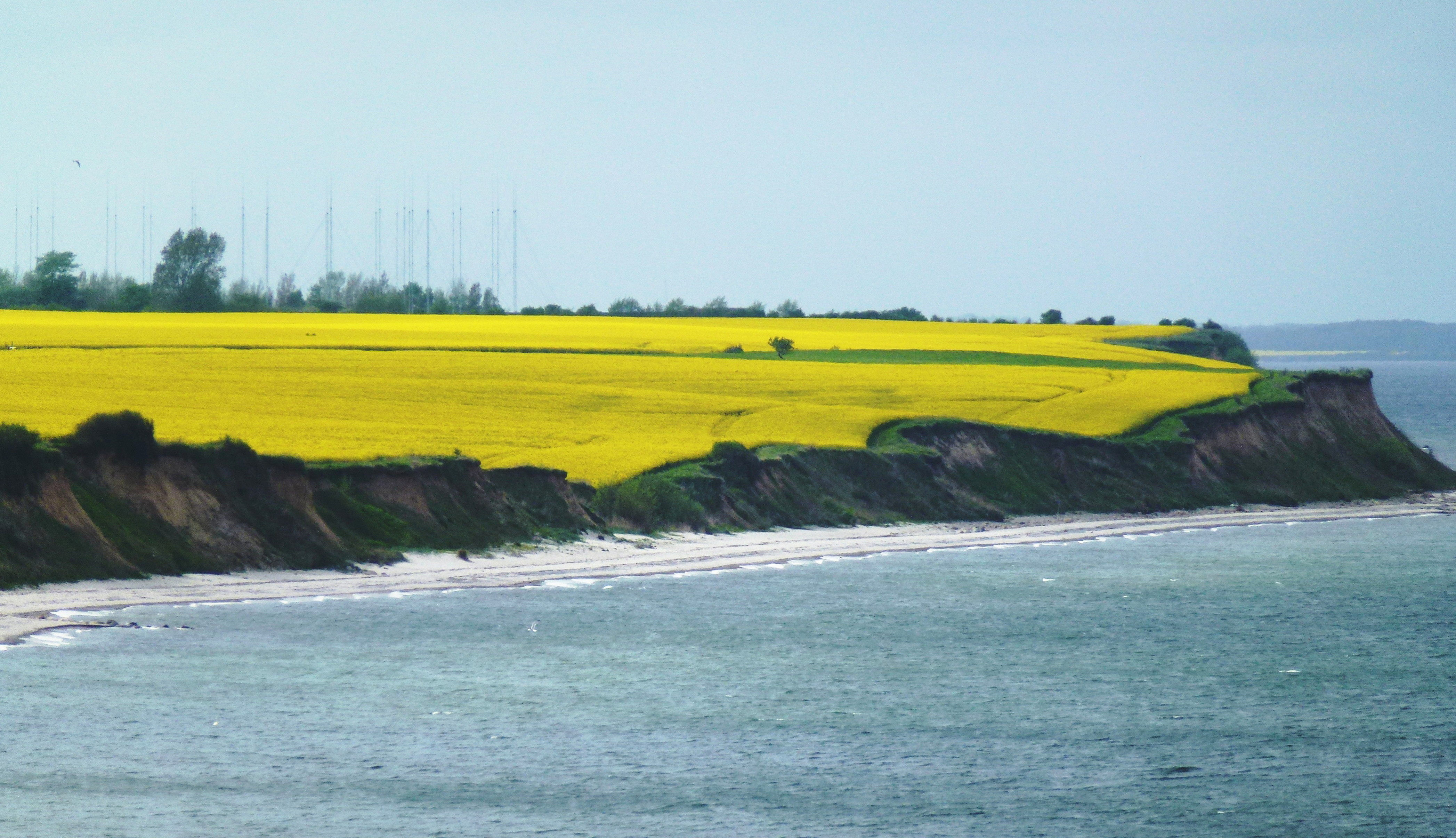
Blick zur Eckernförder Bucht.